# Белл, Лоуренс Дейл
Лоуренс ("Ларри") Дейл Белл (5 апреля 1894 — 20 октября 1956) — американский инженер и промышленник, основатель и президент Bell Aircraft: истребитель Аэрокобра, первый в мире самолёт, преодолевший скорость звука, X-1 и самый массовый вертолёт в истории авиации Bell 204 / UH-1.

## Ранние годы
Родился 5 апреля 1894 года в Ментоне, штат Индиана, в семье владельца небольшой лесопилки Айзека Эванса Белла и учительницы Гарриет Сарбер. В 1907 году отец вышел на пенсию и переехал с семьёй в Санта-Монику, штат Калифорния. Лоуренс заинтересовался авиацией, ещё когда учился в средней школе Санта-Моники - самолёт он впервые увидел в 1910 году на авиашоу на стадионе Доминкес-Филд недалеко от Лонг-Бич. Бросив учёбу, он в 1912 году стал механиком у своего старшего брата Гровера Белла (которого Гленн Мартин в Аэроклубе Калифорнии научил летать) и известного лётчика Линкольна Бичи, совершавших в то время на самолёте Гленна Мартина показательные полёты. Так он стал внештатным членом команды Мартина.

## Вавиастроении
Вместе с Гленном Мартином

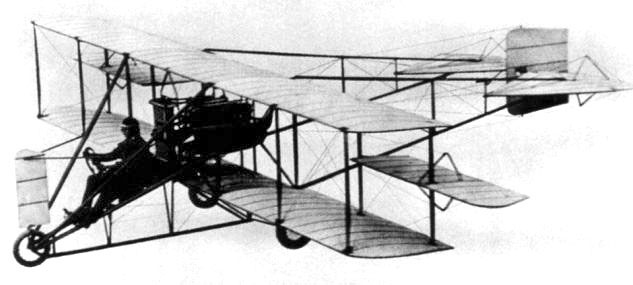
Martin Pusher, такой участвовал в мексиканской революции (1913 г.)

В 1913 году Белл убедил Мартина устроить шоу, которое он назвал «Битва облаков». Оно включало в себя прыжок с парашютом, воздушные шары и показательные полеты, но главным его украшением была воздушная бомбардировка воображаемого поля боя с фортом, пушкой и солдатами. Гленн Мартин пролетал над сделанным из дерева и ткани фортом, бросая апельсины, а Белл взрывал на земле шашки с динамитом. Сотрудники компании, вооруженные винтовками, стреляли холостыми патронами. Во время представления пушка, также сделанная из дерева и ткани, загорелась, и когда Белл подорвал последние заряды и побежал в укрытие, огонь охватил все "поле боя". После представления к Беллу и Мартину подошли двое, представившись как Педро и Хуан Алькальдес, представители Панчо Вилья, жившего в то время в изгнании в США, планируя свое возвращение для освобождения Мексики. Братья Алькальдес спросили, сколько будет стоить настоящий бомбардировщик. Мартин предложил построить для них самолёт за 10000 долларов — и бомбы дополнительно. Братья заплатили наличными, и завод Гленна Мартина приступил к работе над «ВВС Панчо Вилья». Сотрудники компании модифицировали одноместный биплан в двухместный, чтобы механик мог бросать бомбы с переднего сиденья. Белл даже изготовил бомбы — отрезки труб, заполненных динамитом и снабженных капсюлями-детонаторами. 30 мая 1913 года в бой вступил первый в мире бомбардировщик «Сонора». Американский пилот Дидье Массон и британский механик Томми Дин безуспешно попытались разбомбить мексиканские федеральные канонерские лодки в заливе у города Гуаймас.

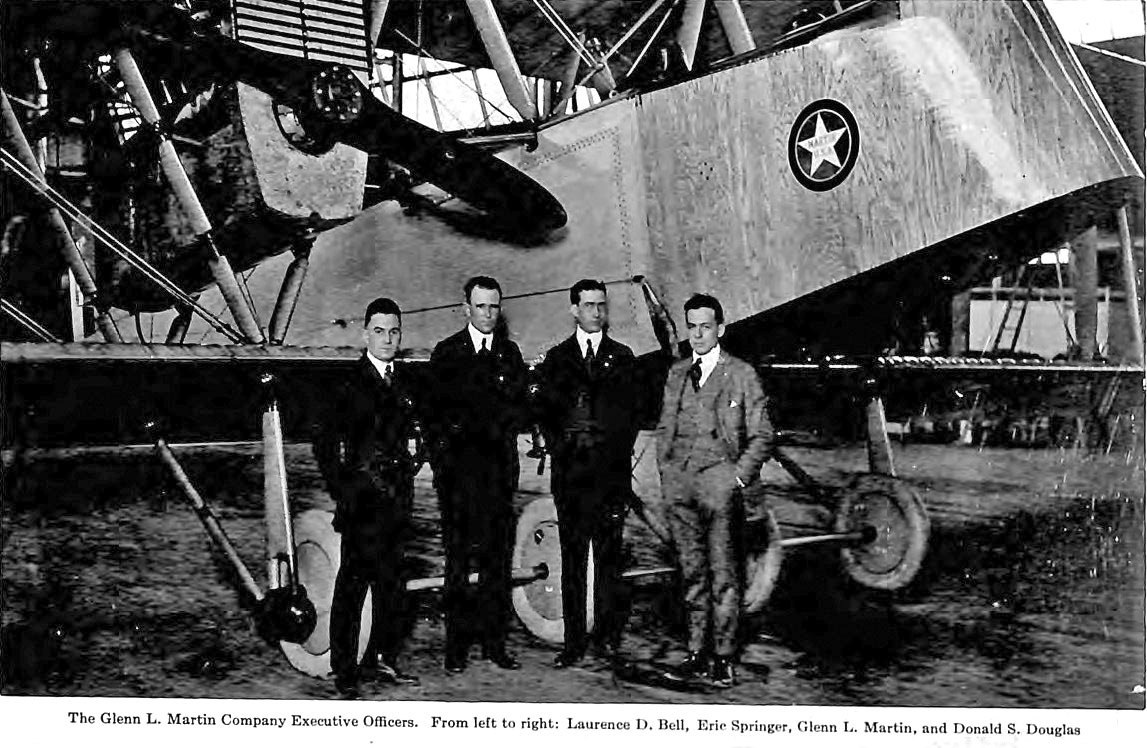
Ларрм Белл, лётчик-испытатель Эрик Шпрингер, Гленн Мартин и Дональд Дуглас возле Martin MB-1 в 1919 году

4 июля 1913 года должен был состояться показательный полёт в Петалуме, куда братья Белл с разобранным самолётом приехали на поезде. После сборки самолёта Гровер Белл утром совершал короткий проверочный полёт и уже на приземлении шесть лошадей, испуганных звуком мотора, сорвались с привязи и выскочили на лётное поле. Пытаясь уклониться, Гровер разбил самолёт и на следующее утро умер от ран в больнице. Потрясённый гибелью брата, Ларри Белл решил больше не иметь ничего общего с авиацией. Однако, через короткое время, поддавшись на уговоры друзей, Ларри пришёл к Гленну Мартину, который принял его на работу в свою Glenn Martin Company кладовщиком. Уже в 1914 году, в возрасте 20 лет, Ларри Белл стал у Мартина начальником производства. Кроме того, вскоре он также стал главным менеджером по продажам, агентом по закупкам, представителем по трудовым отношениям и составителем контрактов. Год спустя он женился на Люсиль Мейнваринг, секретарше Гленна Мартина.
Достигнув в 1920 году должности вице-президента и генерального директора, Белл никогда не упускал возможности рекламировать и продвигать авиацию. Перед одним из предстоящих мероприятий Кливлендский промышленный альянс охарактеризовал его как оратора, обладающего «редким даром представлять холодные факты в самой увлекательной форме» и способного доносить техническую информацию «с самым ярким юмором». Пока Белл продвигал авиацию, он стал меньше очаровываться Гленном Мартином. Ларри уже чувствовал, что его вклад достоин того, чтобы его взяли в компаньоны. В конце 1924 года он предъявил Гленну Мартину на эту тему ультиматум. Мартин не отреагировал, и Белл покинул компанию в начале 1925 года.
Consolidated Aircraft Company
Авиационная промышленность США в то время находилась в упадке, и только через три года Белл смог найти другую работу в авиастроении. За это время он торговал разными товарами и даже участвовал в поисках одного затерянного золотого рудника в Аризоне. В 1928 году Белл в конце концов нашёл работу в Consolidated Aircraft в Буффало. По соглашению с основателем и владельцем компании, майором Рубеном Флитом, Ларри Беллу была гарантирована доля в её капитале. Отставной армейский офицер, Флит был известным лётчиком, организовавшим самую первую линию авиапочты в США между Нью-Йорком и Вашингтоном в 1918 году.

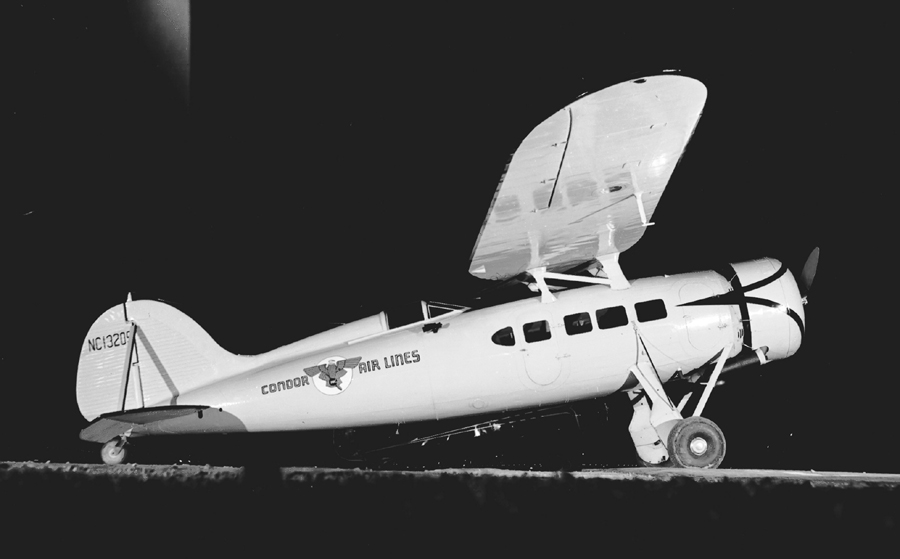
Consolidated Model 17 Fleetster

Вскоре после того, как Белл присоединился к Consolidated, Флит открыл дочернюю компанию Fleet Aircraft в Форт-Эри, Онтарио (Канада), прямо через реку Ниагара от Буффало, и назначил Белла её президентом. Одним из первых проектов под его руководством был «Флитстер», первый цельнометаллический самолёт американского производства. На нём Белл приобрел опыт создания современной конструкции с работающей обшивкой и стал одним из ее ведущих сторонников.
13 сентября 1929 года во время демонстрационного полета по стране двухместного учебного самолёта Fleet Model 3, при вынужденной посадке из-за отказа двигателя, Рубен Флит был тяжело ранен, а его секретарша миссис Лоретта Голем погибла. Когда Флит выписался из больницы, он назначил Белла вместо себя генеральным директором . Белл стал развивать бизнес и искать свежие таланты. Он привлёк Роберта Вудса, одаренного инженера-конструктора Detroit Aircraft, проявившего себя в работе вместе с Lockheed Aircraft над самолётом, ставшим уже в Consolidated в 1934 году двухместным серийным истребителем P-30 (PB-2) и штурмовиком A-11. Спустя короткое время бизнес компании начал процветать, и Белл захотел, чтобы его имя было на входных воротах. Он знал, что в состоянии привлечь капитал в Буффало, но при этом он не сможет ни при каких обстоятельствах конкурировать с Флитом и Consolidated. Рубен Флит помог Беллу решить такую сложную задачу, когда, ради обеспечения возможности круглогодичного производства и проведения лётных испытаний летающих лодок, в 1935 году перевел Consolidated в Калифорнию. Ларри Белл и Рэй Уитмен, тогда также вице-президент Consolidated, остались в Буффало и стали планировать открытие собственной компании, с ними в Буффало остался и никогда не строивший летающие лодки Роберт Вудс.

## Bell Aircraft
Bell Aircraft была официально основана 10 июля 1935 года. Уитмен предлагал более общее название, но Белл настоял на том, что с первых дней авиации имя владельца компании было лучшим способом продавать самолеты. С годами он изменил мнение, как-то сказав своему инженеру: «Если вы когда-нибудь начнете свою собственную компанию, не называйте ее своим именем. ... Обязанности становятся слишком тяжелыми. А когда твое имя на слуху, тебе приходится делать много ужасных и скучных вещей». Белл арендовал два небольших кабинета и установил телефон для своей секретарши Ирэн Бернхардт, также перешедшей из Consolidated. Роберт Вудс присоединился к молодой компании, собрал конструкторов и приступил к работе. Капитал компании был сформирован выпуском акций на сумму 500 тысяч долларов. До сентября необходимо было их разместить хотя бы на сумму 150 тысяч долларов, и к середине августа эти средства были собраны, но стресс и напряжение сделали свое дело. Позже Белл вспоминал, что никогда в жизни не работал усерднее и не беспокоился больше. У него развилась язва, и проблемы со здоровьем затем будут преследовать его всю жизнь. Рубен Флит помог становлению новой компании. Арендовав часть бывшего завода Consolidated, первые месяцы своего существования она выполняла его заказы как субподрядчик. В январе 1936 года Bell Aircraft насчитывала 167 сотрудников.

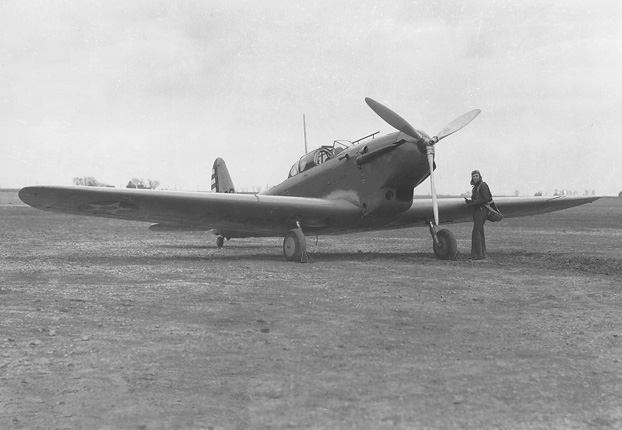
Consolidated A-11

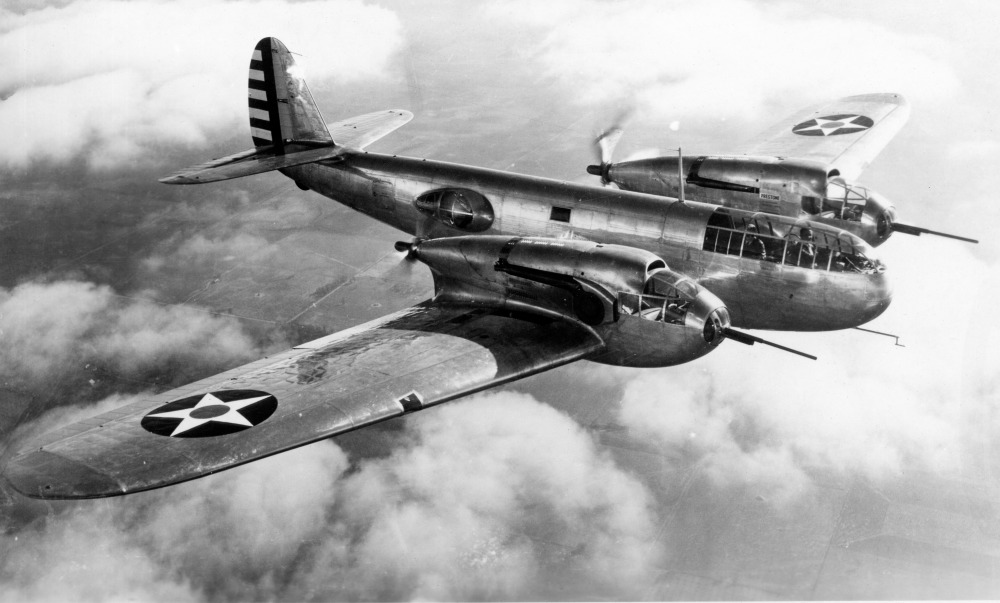
Bell YFM-1 Airacuda

Первый свой независимый контракт Ларри Белл сумел заключить 22 сентября 1935 года с Воздушным корпусом армии США (USAAC). Тогда только появился двигатель Allison V-1710, военные хотели оценить его возможности, а самолётов с ним ещё не было, для этого нужна была испытательная платформа - серийный самолёт, где, вместо штатного, был бы установлен V-1710. Лучше всего для этого подошёл Consolidated A-11, а так как его главный конструктор Роберт Вудс работал уже в Bell Aircraft, то и заказ достался ей. Опытный самолёт, получивший армейское наименование A-11A, взлетел 14 декабря 1936 года. Сумма контракта была всего 24995 долларов, но при его выполнении Белл завязал отношения с фирмой Allison и успешно зарекомендовал себя как авиастроитель перед USAAC. Это ему весьма пригодилось, когда USAAC объявил конкурс на проект тяжёлого истребителя-перехватчика с техническими требованиями под обозначением Х-604 и со сроком представления эскизных проектов к 15 марта 1936 года. Кроме Bell, представившей полностью оригинальный проект XFM-1, в конкурсе участвовала Lockheed с проектом XFM-2 на основе своего скоростного транспортного Lockheed 10 Electra. Согласно требованиям, самолёты имели два мотора Allison и были вооружены двумя 37-мм пушками Madsen. Однако, если в проекте Lockheed пушки были установлены в общепринятых местах - одна в носовой части и вторая за кабиной пилотов на турели, расположение оружия в проекте Bell было необычным и вызвало очень необычную компоновку всего самолёта. Роберт Вудс расположил две стреляющих вперёд пушки с кабинами стрелков (точнее заряжающих - огонь вёл командир) в мотогондолах, для этого использовав толкающие винты с промежуточными валами от основных валов двигателей. Белл окрестил машину Эйракуда (англ. Airacuda), от слов Эйр - воздух и Барракуда - агрессивная хищная рыба. Проект Bell своим наступательным характером военных (хотя они и настояли на установке пулемётов для обороны задней полусферы) устроил больше, чем проект Lockheed, и они выбрали его - впоследствии за мощь своего оружия самолёт получил ещё одно прозвище: "летающая зенитная батарея". Контракт на строительство прототипа был подписан уже в мае 1936 года. Прототип, получивший обозначение XFM-1, взлетел 1 сентября 1937 года. До лета 1938 года, вначале в Буффало, затем в Райт-Филд (Огайо), продолжались интенсивные испытания. В мае 1938 года USAAC выдал заказ на 13 предсерийных истребителей YFM-1. Первый YFM-1 взлетел 28 сентября 1939 года, а поставку всей партии завершили к октябрю 1940 года. Последние три самолёта имели трёхопорное шасси с носовым колесом. YFM-1 летали мало — из-за постоянно возникавших неполадок острые на язык механики даже окрестили их «королевами ангара». К тому же, к концу 1940 года стало ясно, что Германия и Япония не собираются создавать стратегические бомбардировщики, главных противников этого самолёта, поэтому заказа на его серийное производство не последовало. В конструкции этого самолёта было множество передовых для своего времени технических решений: впервые самолет оснастили системой автоматического управления огнем фирмы Sperry, а также вспомогательной силовой установкой мощностью 3,5 кВт для привода электрогенератора, масляного насоса и компрессора пневматической системы самолёта. Опыт разработки и доводки по результатам испытаний этой сложной новаторской машины и найденные при этом технические решения стали основой для создания в дальнейшем серийных истребителей Bell.

## Аэрокобра
Первым и самым известным крупносерийным истребителем Bell Aircraft стал P-39 Airacobra (Аэрокобра). Самолёт появился как результат участия компании Белл в конкурсе, объявленном USAAC, с техническими требованиями под обозначением X-609, опубликованными в марте 1937 года. Требования включали: использование двигателя Allison V-1710, скорость на высоте 6100 м - не менее 580 км/ч, у земли - не менее 435 км/ч, время набора высоты 6100 м - не более 6 минут, продолжительность полёта в боевом режиме - не менее часа. Проекты на конкурс представили Bell Aircraft, Curtiss-Wright и Seversky - по 2 проекта Белл и Кертисс, 4 проекта представил Северский. В августе 1937 года комиссия USAAC, рассмотрев все проекты, первые два места присудила проектам Белл (Модель №4 и Модель №3), третье - проекту Кертисс. В обоих проектах Роберта Вудса двигатель, установленный у конкурентов, как обычно в носовой части, был размещён над центропланом возле центра тяжести, что обещало отличную маневренность. Воздушный винт приводился в движение через промежуточный вал и редуктор. В Модели №3 кабина пилота размещалась за двигателем, а в Модели №4 - перед ним и длина промежуточного вала вала составляла 1,5 и 3 м соответственно. Вооружение обоих вариантов состояло из 25-мм пушки, благодаря редуктору стреляющей через втулку винта, и двух синхронных 12,7 мм пулемётов в носовой части фюзеляжа. Так как обзор из кабины у Модели №3 сочли недостаточным, за основу дальнейшей разработки взяли Модель №4 и 7 октября 1937 года был подписан контракт с USAAC на постройку прототипа XP-39. Во время его строительства в декабре 1938 года решением USAAC 25-мм пушку заменили 37-мм пушкой Browning M4. К концу декабря 1938 года прототип был построен и готов к испытаниям. Первый полёт XP-39, после множества доработок, состоялся 6 апреля 1939 года. По результатам испытаний 27 апреля 1939 года с USAAC был подписан контракт на постройку установочной серии из 13 самолётов YP-39. Перед началом её выпуска опытный XP-39 отправили в NACA (Лэнгли) для его всестороннего обследования в аэродинамической трубе. Рекомендации NACA по улучшению аэродинамики, включавшие уменьшение высоты пилотской кабины, воздухозаборник маслорадиатора за ней и отказ от турбонаддува с интеркулером, Ларри Белл получил 10 августа 1939 года. Согласно им был доработан опытный XP-39, получивший обозначение XP-39B, и взлетевший 25 ноября 1939 года. Испытания показали улучшение характеристик и началось строительство установочной серии. XP-39B испытывали и постоянно дорабатывали до 6 августа 1940 года, когда он потерпел аварию при посадке, но его восстанавливать не стали, так как уже 13 сентября 1940 года взлетел первый YP-39 установочной серии, на которой было решено завершать испытания и доводку самолёта. Первый контракт с USAAC на серийное производство 80 истребителей был подписан 12 октября 1939 года. Согласно изменениям, внесённым в контракт 3 апреля 1940 года, первые 20 были упрощёнными, без бронеспинки и самогермтизирующихся баков, и получили наименование P-39C, остальные 60 в полной боевой комплектности были обозначены P-39D. Серия была построена на заводе в Буффало. Так как 16 мая 1940 года президент Франклин Рузвельт поставил промышленности США задачу достичь выпуска 50000 боевых самолётов в год, для участия в её решении, при помощи государства, Ларри Белл в конце 1940 года стал строить новый завод у деревни Уитфилд возле аэропорта Ниагара-Фолс, на котором первые рабочие появились в апреле 1941 года. Если в январе 1940 года в Bell Aircraft работало 1170 человек, на пике военного производства в 1944 году в компании трудилось более 50000 человек. Кроме завода в Ниагара-Фолс, были построены и запущены завод в Атланте (Джорджия) для производства B-29 и артиллерийское подразделение Bell в Берлингтоне (Вермонт). Всего до августа 1944 года на заводах в Буффало и Ниагара-Фолс было выпущено 9547 «Аэрокобр» всех модификаций.
Первые серийные истребители получила летом 1941 года 40-я эскадрилья, входившая в 31-е авиакрыло на аэродроме Селфридж-филд (Мичиган) и осенью они приняли участие в маневрах. Первый заказ из-за границы на 200 машин общей суммой 9 млн долларов поступил из Франции 8 октября 1939 года и в марте 1940 года правительство США дало разрешение на экспорт. Bell Aircraft получила от французов 2 млн долларов задатка. Но 10 мая 1940 года, пройдя через нейтральные Бельгию и Голландию, Вермахт атаковал Францию и 22 июня 1940 года та капитулировала. К этому времени ни одного P-39 отправить в Европу не успели. Поэтому первым иностранным заказчиком, принявшим P-39 на вооружение, стали ВВС Великобритании, которым, с согласия генерала де Голля, перешли заказанные тогда уже капитулировавшей Францией 200 самолётов, и сами заказавшие в сентябре 1940 года 386 P-39. Всего ВВС Великобритании должны были получить 675 P-39. Но после того, как первые «Аэрокобры» прибыли в 601-ю эскадрилью RAF в сентябре 1941 года, обнаружилось, что они, из-за отсутствия турбонаддува у двигателя Allison V-1710, имеют плохую скороподъемность и неудовлетворительные характеристики на больших высотах, характерных для войны на Западном фронте. В итоге в декабре 1941 года британское министерство авиации приняло решение снять "Аэрокобры" с вооружения. И прибывшие из США, но ещё не распакованные 212 "Аэрокобр", по решению Уинстона Черчилля, были отправлены (54 из них были потоплены вместе с судами Северных конвоев) как военная помощь в находившийся тогда в критическом положении Советский Союз. После нападения на Перл-Харбор сами США оказались в сложном положении, и уже построенные, но ещё не отгруженные за границу, реквизированные 179 "Аэрокобр" в декабре 1941 года были приняты на вооружение ВВС Армии США.